# На (кана)
な в хирагане и ナ в катакане — символы японской каны, используемые для записи ровно одной моры. В системе Поливанова записывается кириллицей: «на», в международном фонетическом алфавите звучание записывается: /na/. В современном японском языке находится на двадцать первом месте в слоговой азбуке.

## Происхождение
な и ナ появились в результате упрощённого написания кандзи 奈.

## Написание
|  |  |

## Коды символов вкодировках
- Юникод:
  - な: U+306A,
  - ナ: U+30CA.